# Centre silicium-lacune
 (août 2024).

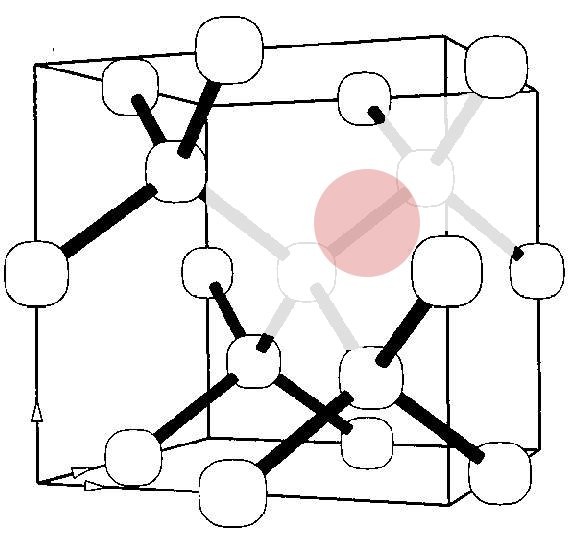
Schéma du centre silicium-lacune (ou Si-V) au sein d'un cristal de diamant. Cette structure est commune à d'autres défauts ponctuels du diamant, tels que Ni, Co, Ge et S.

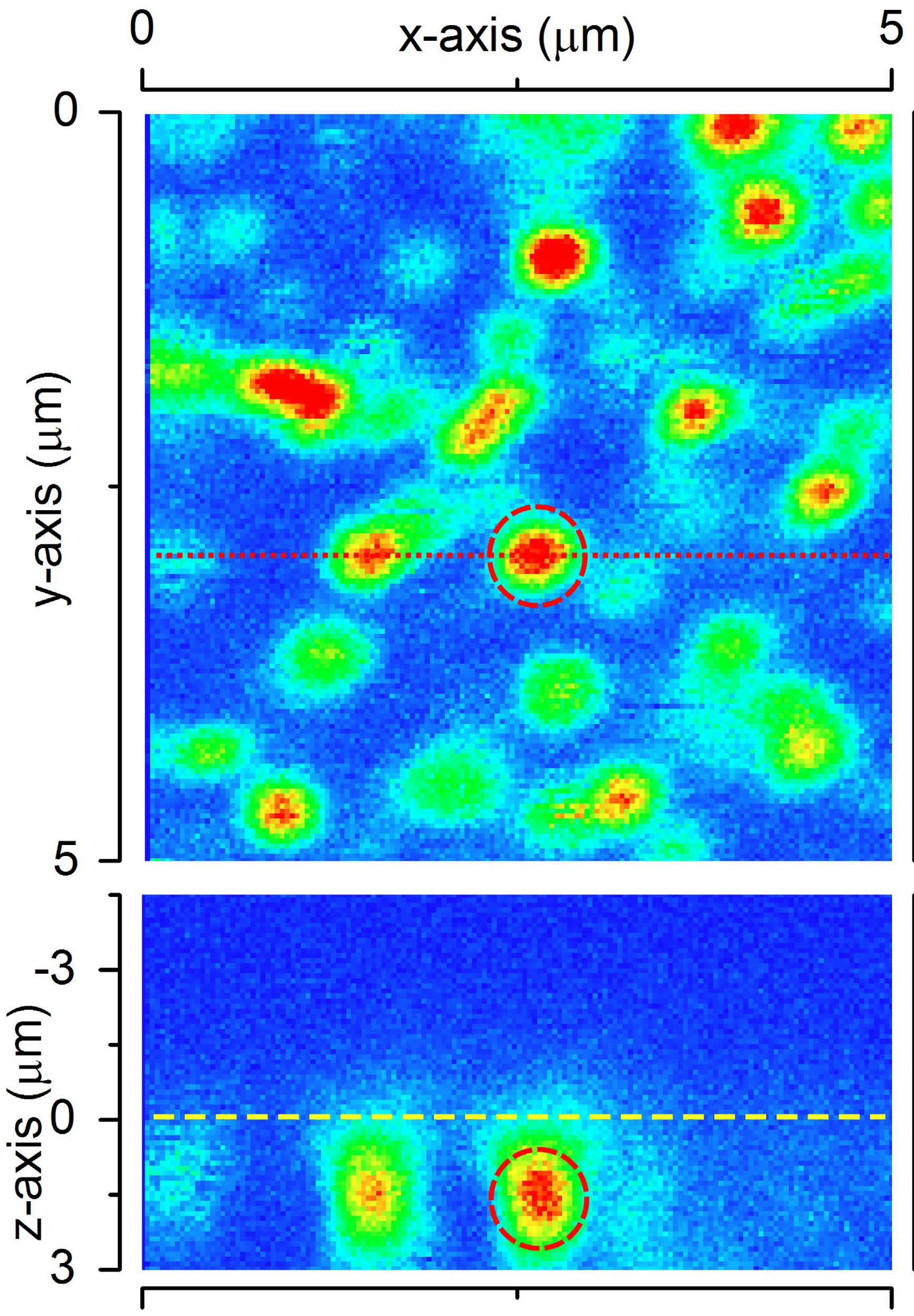
Cartes thermiques de photoluminescence de centres Si-V dans un diamant créés par implantation ionique : x-y (en haut) et x-z (en bas). La carte thermique x-z a été mesurée le long de la ligne noire dans l'image du haut.

Le centre silicium-lacune (Si-V) est un défaut ponctuel (aussi appelé centre coloré) existant dans la structure cristalline du diamant qui suscite l'intérêt croissant des chercheurs étudiant les propriétés et applications du diamant. Cet intérêt est principalement motivé par les propriétés optiques cohérentes du Si-V pour des applications en information quantique, particulièrement en comparaison à d'autres centres colorés plus courants tels que les centres azote-lacune (NV).

## Propriétés

### Cristallographiques
Le centre Si-V est créé en remplaçant deux atomes de carbone voisins dans le cristal de diamant par un atome de silicium placé entre les deux lacunes voisines. Cette configuration a une symétrie correspondant au groupe ponctuel de symétrie D 3D.

### Électroniques
La structure électronique du centre Si-V a un trou d'électron (spin-1/2) dans la couche de valence avec des niveaux d'énergie fondamentaux et excités séparés par une transition situées dans la bande interdite du diamant. Les niveaux d'énergie électroniques fondamentaux et excités sont chacun séparés en deux par l'intéraction spin-orbite. Cette séparation peut être affectée par la déformation du crystal. Chacun de ces niveaux de spin-orbite est doublement dégénéré dû au spin. Les phonons dans le cristal de diamant entraînent des transitions entre ces états orbitaux, provoquant une équilibration rapide de la population orbitale électronique à des températures supérieures à environ 1 K.
Les quatre transitions entre les deux niveaux orbitaux fondamentaux et les deux niveaux orbitaux excités sont autorisées par un moment dipolaire avec une raie zéro-phonon à 738 nm (1,68 eV) et bande satellite phonon d'environ 20 nm centrée autour de 766 nm. Le centre Si-V émet beaucoup plus de son émission dans sa raie zéro-phonon, environ 70 % ( facteur de Debye-Waller de 0,7), que la plupart des autres centres colorés du diamant, comme le centre azote-lacune (facteur de Debye-Waller ~ 0,04). Le centre Si-V a également d'autres niveaux d'énergie excités plus élevés qui se désexcitent rapidement vers des niveaux d'énergie excités plus bas, permettant l'excitation hors résonance.
Le centre Si-V a une symétrie d'inversion et donc pas de moment dipolaire électrique statique (au premier ordre); il est donc insensible à l'effet Stark qui pourrait résulter des champs électriques inhomogènes au sein du cristal de diamant. Cette propriété, associée à la faible interaction électron-phonon, résulte en une raie zéro-phonon mince qui est principalement limitée par la durée de vie intrinsèque du centre Si-V. Une forte photoluminescence, une émission optique mince et la facilité de trouver des centres Si-V aux propriétés optiques indiscernables les favorisent pour des applications en optique quantique.

### Spin
Bien que les transitions optiques du centre Si-V préservent le spin électronique, l'interaction induite par des phonons entre les niveaux d'énergie orbitaux du Si-V provoque la décohérence du spin. Il est pourtant possible d’utiliser le spin nucléaire 29Si plus stable du Si-V comme qubit pour des applications en information quantique,,.